# پرینستون (ویسکانسین)
پرینستون، ویسکانسین  (به انگلیسی: Princeton) شهری در شهرستان گرین لیک ایالت ویسکانسین است که در سال ۱۹۲۰ بنیان‌گذاری شده‌است. این شهر طبق سرشماری سال ۲۰۱۰ میلادی ۱٬۲۱۴ نفر جمعیت داشته‌است.

## نگارخانه

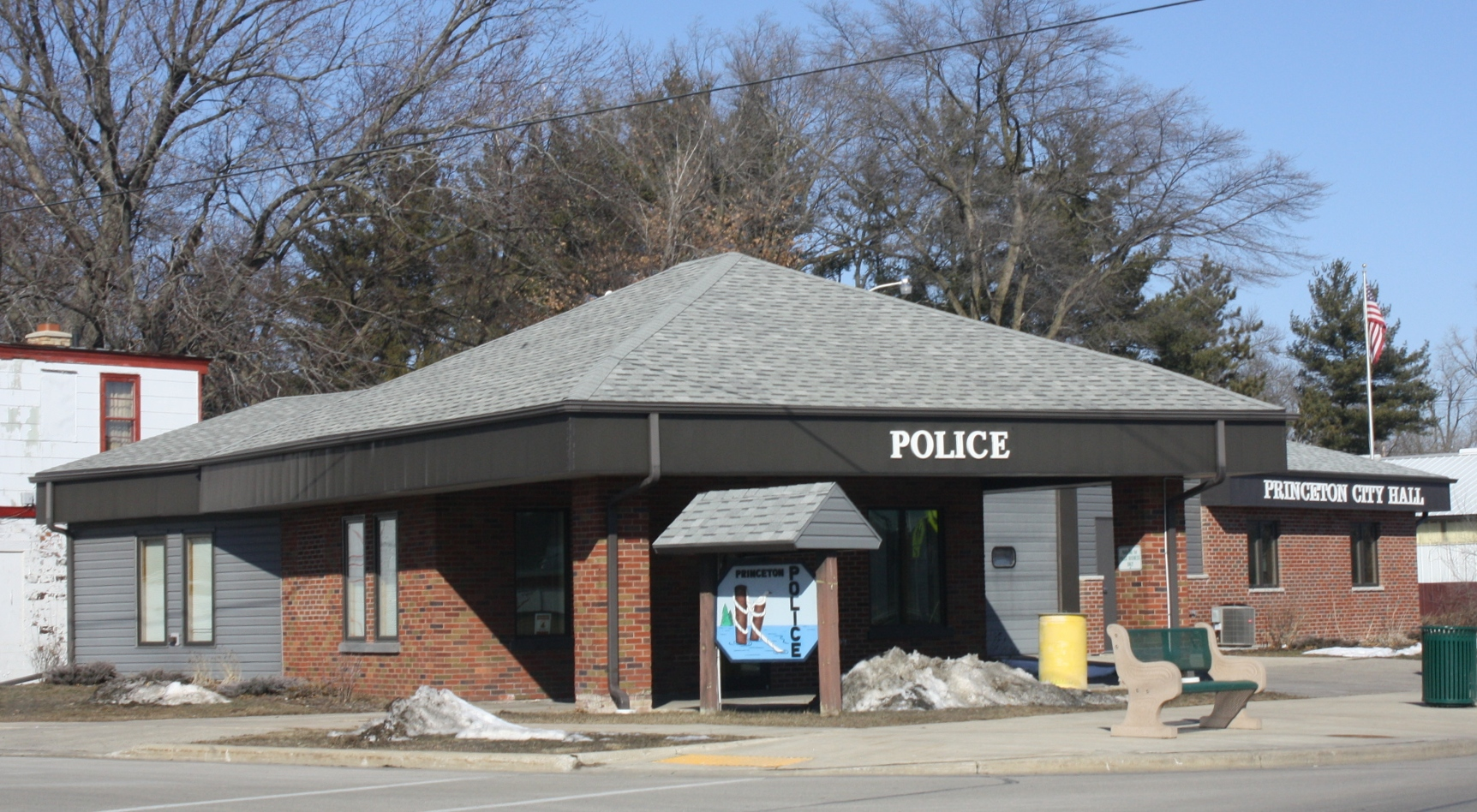
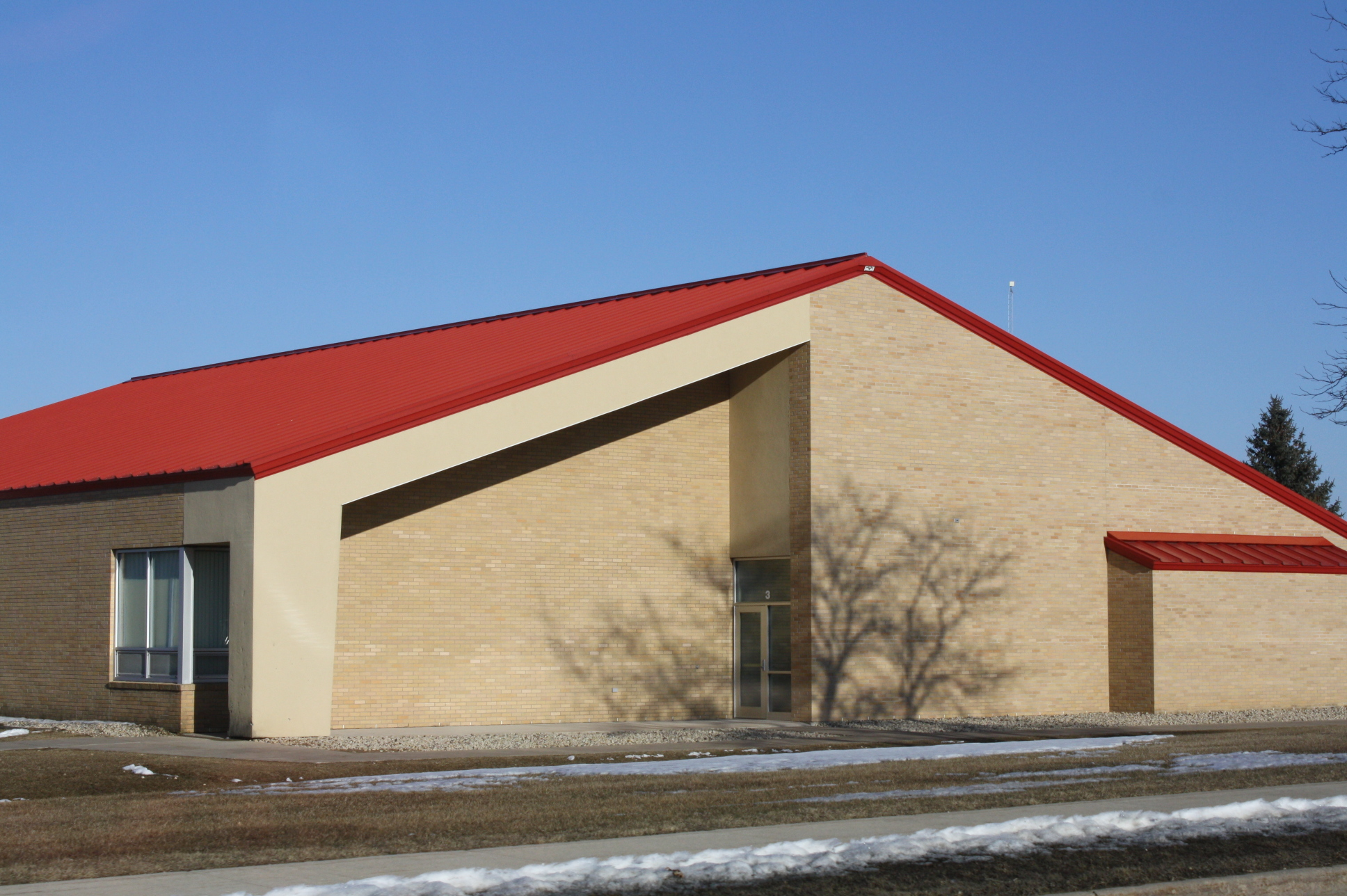
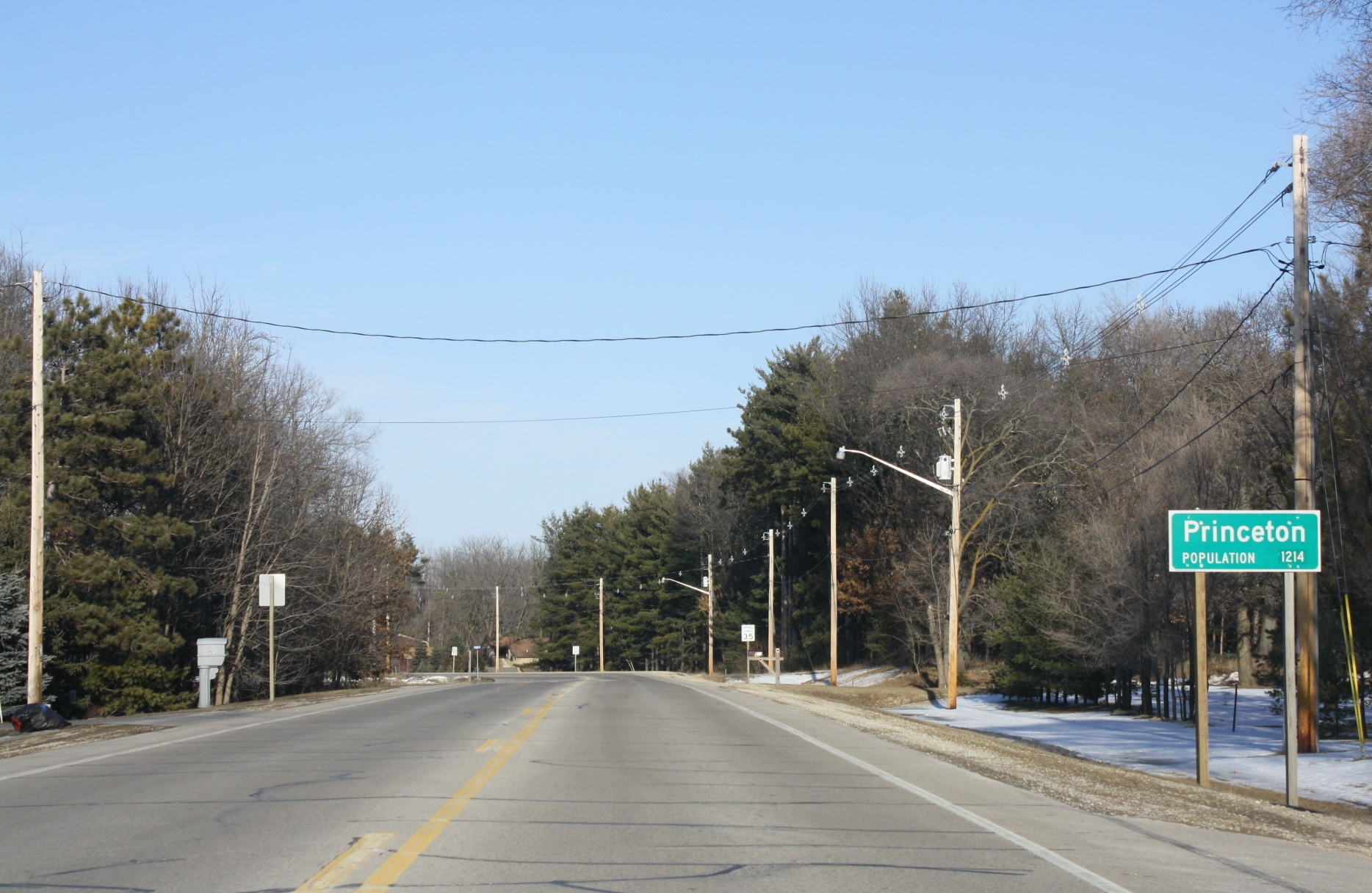
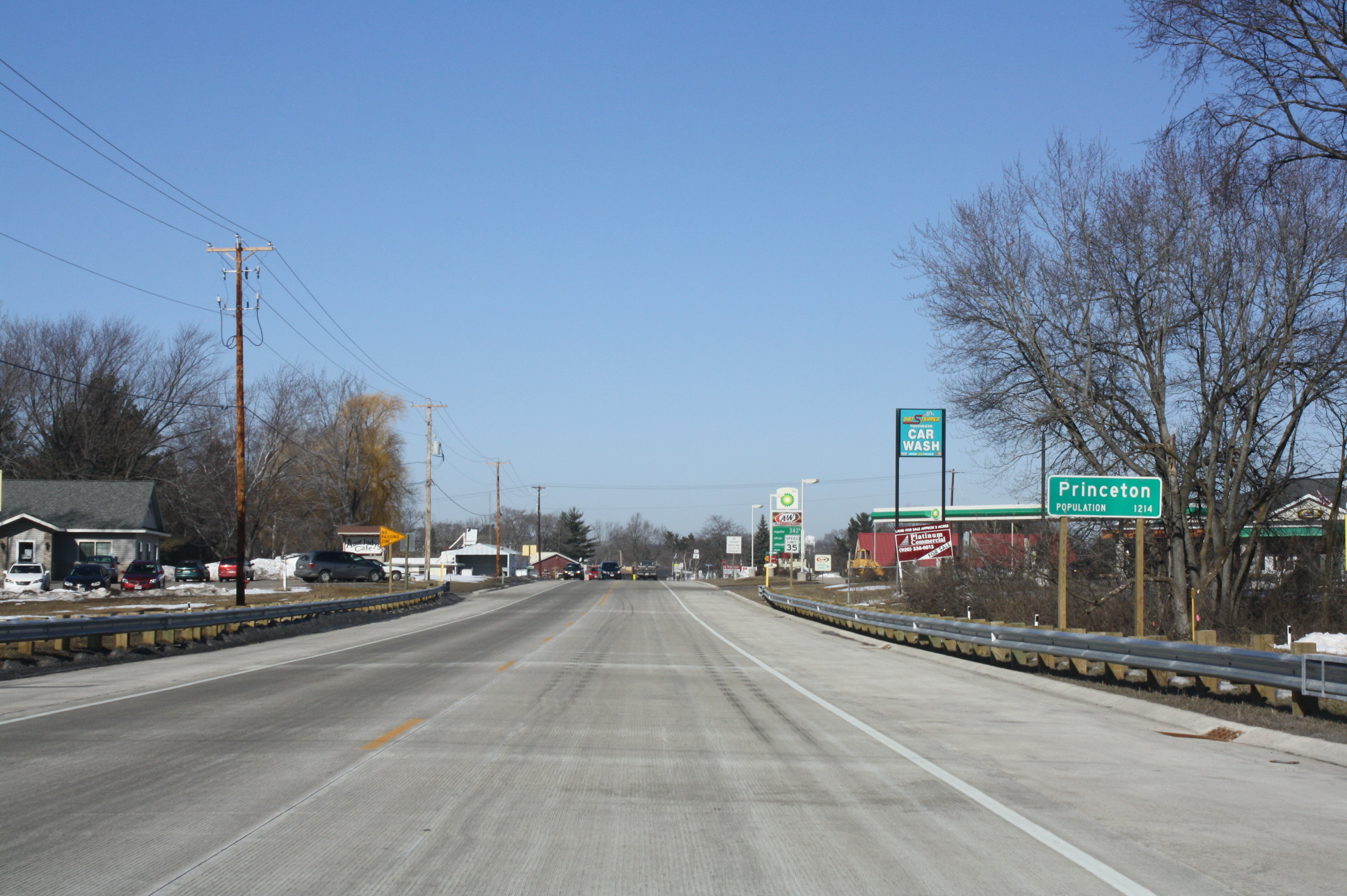